# Visconde de Loures
Visconde de Loures é um título nobiliárquico criado por D. Maria II de Portugal, por Decreto de 13 de Maio de 1851, em favor de Ângelo Francisco Carneiro. O título foi renovado por decreto de 28 de julho de 1859 por D. Pedro V.

## Titulares
1. Ângelo Francisco Carneiro (1791-1858), 1.º visconde de Loures;
2. Ângelo Francisco Carneiro (1837-1870), 2.° visconde de Loures, filho primogénito do primeiro.